# Астерантера
Астеранте́ра (лат. Asteranthera) — монотипный род растений семейства Геснериевые. Кустарник с ползучими или лазающими побегами. Эндемик флоры Чили и Аргентины.

## Ботаническое описание

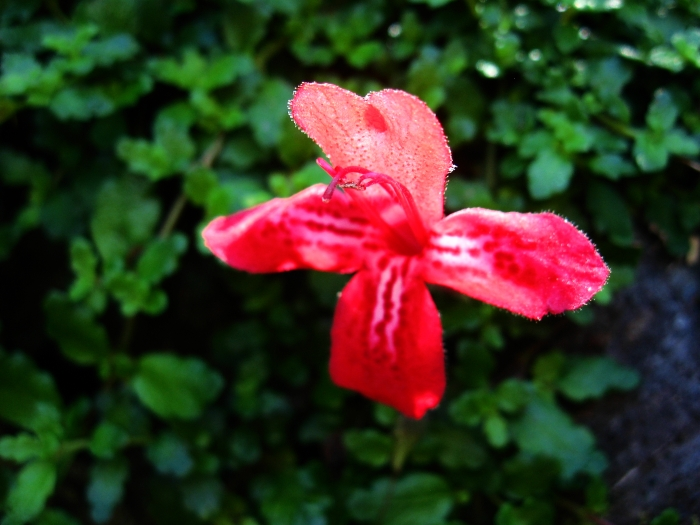
Asteranthera ovata (Cav.) Hanst

Многолетний кустарник, наземный или эпифит.
Стебли гибкие, ветвящиеся, ползучие или лазающие, укореняющиеся в узлах, 30-40 см длиной.
Листья супротивные, мелкие, короткочерешковые, пластинка эллиптическая, перепончато-кожистая, с тупой вершиной, адаксиальная сторона волосистая, тёмно-зелёная, абаксиальная сторона голая, беловатого цвета.
Цветоносы опушённые, с двумя прицветниками в основании.
Цветки пазушные, одиночные или по 2-3, прямостоячие; прицветники небольшие, ланцетные, прикреплены под чашечкой.
Чашелистики почти свободные, узко треугольные, зубчатые.
Венчик воронковидно-шлемовидный, красный с беловатыми штрихами на трубке, трубка слегка сужена к основанию и постепенно расширяется к отгибу, отгиб выражено двугубый; адаксиальная губа шлемовидная, из 2 сросшихся лопастей, выступающая вперёд, абаксиальная 3-лопастная с широко распростёртыми пятнистыми яйцевидными лопастями.
тычинок 4; прижаты к верхней губе отгиба, нити прикреплены выше основания трубки венчика, 3-5 см длиной;
пыльники сердцевидные; есть стаминодии.
Нектарник в виде кольца, у основания завязи.
Завязь яйцевидно-удлинённая, 2-гнёздная, столбик тонкий, длинный; рыльце чёрное, небольшое, стоматоморфное.
Плод мясистая ягода, с сохраняющимся пестиком, 1-1,3 см в диаметре.
Семена многочисленные.

## Ареал и местообитание
Области Чили от провинции Консепсьон до Магелланова пролива и прилегающие районы Аргентины. Растёт как наземное растение или эпифит в прохладных хвойных лесах на высоте от 500 до 1300 метров над уровнем моря. Предпочитает места, где корни будут в постоянно влажном субстрате; тенелюбивое растение, растёт в густой 80-100-процентной тени. Эндемик Чили и Аргентины.